# Sol de noche
Sol de noche: la historia de Olga y Luis es una película documental argentina de 2002 basada en hechos reales, dirigida por Pablo Milstein y Norberto Ludín.

## Argumento
Trata sobre el secuestro de Luis Arédez, un político argentino desaparecido durante la dictadura militar autodenominada Proceso de Reorganización Nacional (1976-1983) y en el apagón intencional que afectó a la localidad de Libertador General San Martín, Jujuy el 27 de julio de 1976.
En el largometraje, la voz de Eduardo Aliverti va describiendo los sucesos de 1976. El 24 de marzo de ese año desaparece Luis Arédez, intendente de Libertador General San Martín, y más de cuatro meses después, el 27 de julio, la localidad quedó a oscuras en forma intencional y fueron secuestradas 400 personas, 33 de las cuales siguen desaparecidas.
Paralelamente, participa de la película con sus vivencias y memoria Olga Márquez de Arédez, la esposa del intendente desaparecido.